# The Company She Keeps
The Company She Keeps (br:  Carne e a Alma) é um filme estadunidense de 1951 dirigido por John Cromwell, e estrelado por Lizabeth Scott, Jane Greer e Dennis O'Keefe. O filme marcou a estreia de Jeff Bridges no cinema, que aparece com seu irmão de nove anos, Beau, e sua mãe, Dorothy, na seqüência da estação de trem.

## Elenco
- Lizabeth Scott ...Joan
- Jane Greer ...Diane
- Dennis O'Keefe ...Larry
- Fay Baker ...Tilly
- John Hoyt ...Judge Kendall
- Irene Tedrow ...Mrs. Seeley
- Beau Bridges ...Obie, criança na estação de trem  (sem créditos)
- Dorothy Bridges ... na estação de trem  (sem créditos)
- Jeff Bridges ...criança na estação de trem(sem créditos)
- John Cromwell ...policial (sem créditos)